# Flokulacija

Flokulacija  (v polimerni znanosti)

Reverzibilno tvorjenje skupkov, v katerih delci niso v fizičnem stiku.

Aglomeracija  (razen v polimerni znanosti)

Koagulacija (razen v polimerni znanosti)

Flokulacija (razen v polimerni znanosti)

Proces sprijemanja in lepljenja, v katerem razpršene molekule ali delce
 povezujejo šibke fizikalne interakcije, ki s tvorjenjem precipitata z delci,
 večjimi od koloidnih, nazadnje privedejo do ločitve faz.
Opomba 1: Aglomeracija je, v nasprotju z agregacijo, reverzibilen proces.
Opomba 2: Predlagana definicija je priporočljiva za razlikovanje
 aglomeracije in agregacije.

Flokulacija na kemičnem področju je proces, v katerem se iz suspenzije izkosmičijo  koloidi. Proces je lahko spontan ali izzvan z dodatkom flokulanta. Od obarjanja (precipitacije) se razlikuje po tem, da so delci pred flokulacijo v tekočini suspendirani kot koloidi in ne raztopljeni kot v pravi raztopini. Med flokulacijo se delci ne oborijo, ampak ostanejo v suspenziji kot kosmiči. 

## Definicija
Po definiciji IUPAC je flokulacija »proces sprijemanja in lepljenja, v katerem dispergirani delci tvorijo večje skupke«. Flokulacija je tudi sinonim za aglomeracijo in koagulacijo/združevanje.
Na flokulacijo vpliva več dejavnikov, med njimi tudi hitrost, intenzivnost in čas mešanja. Blago mešanje poveča hitrost koagulacije, ker poveča hitrost delcev in verjetnost njihovih trkov, hkrati pa jih tudi destabilizira in preprečuje, da bi se sprijeli v velike agregate. 

## Uporaba

### Kemija koloidov
V kemiji koloidov je flokulacija proces, v katerem se fini delci sprimejo v kosmiče. Kosmiči lahko splavajo na površino (flotacija), se usedejo na dno ali ostanejo v suspenziji in se lahko zatem odfiltrirajo.

### Fizikalna kemija površin
Za emulzije je flokulacija proces, v katerem se drobne kapljice emulgirane snovi zlijejo v večje, vendar ne izgubijo svojih značilnosti. Flokulacija je torej prvi korak v procesu staranja emulzije, ki na koncu privede do ločitve emulgirane in zvezne faze. Flokulacija se uporablja na primer za bogatenje rud. 

### Gradbeništvo in geologija
V gradbeništvu in geologiji  je flokulacija stanje, v katerem se gline, polimeri ali drugi majhni naelektreni delci sprimejo v velike krhke skupke – kosmiče. V suspenzijah gline se flokulacija začne po prenehanju mehanskega mešanja. Dispergirani delci gline se začnejo spontano kosmičiti zaradi električnega privlaka med negativnimi naboji na ploskvah in pozitivnimi naboji na robovih delcev.

### Biologija
V biologiji se flokulacija nanaša na nespolno agregacijo mikroorganizmov.

### Sirarstvo
Flokulacija se v sirarstvu na veliko uporablja za merjenje napredovanja nastajanja sirnine, v začetnih fazah proizvodnje mnogo vrst sira pa za ugotavljanja časa, potrebnega za usedanje sirnine.

### Pivovarstvo
Flokulacija se v pivovarstvu nanaša na hitrost usedanja kvasa na dno fermentacijske posode. Ostanki kvasa z višjo flokulacijo se po končani fermentaciji usedajo hitreje. 

### Obdelava vode
Flokulacija in sedimentacija se na veliko uporabljata za čiščenje pitne vode, komunalnih odplak, meteorne vode in obdelavo industrijskih odpadnih vod. 

## Deflokulacija
Deflokulant je kemični aditiv, ki preprečuje flokulacijo koloidov, suspenzij in gošč. Uporablja se za zmanjšanje viskoznosti ali preprečitev flokulacije in se včasih napačno imenuje »dispergirno sredstvo«. Deflokulanti so večinoma nizkomolekularni anionski polimeri, ki nevtralizirajo pozitivne naboje na suspendiranih delcih, zlasti fino uprašne gline in aril-alkil derivati sulfonskih kislin. Mednje spadajo polifosfati, lignosulfonati, tanini iz kebrača in različni vodotopni sintetični polimeri. 
Izraz deflokulacija se uporablja tudi na nezaželeno nastajanje koloidov v bazenu z aktiviranim blatom zaradi prehitrega mešanja. Takšno deflokulacijo se lahko prepreči ali vsaj zmanjša z manj intenzivnim mešanjem, na primer z večjimi mešali in manjšimi hitrostmi mešal.